# Panama címere
Panama címere három sávból áll, amelyek közül a felső és az alsó függőlegesen osztott. A felső rész bal oldalán egy kard és egy puska látható a fehér mezőn, a jobb oldali vörös mezőn pedig egy kapa és egy ásó. A középső sávon a Panama-csatornát ábrázolták. Az alsó rész bal oldalán egy sárga bőségszaru van a kék mezőn, míg a jobb oldalon egy szárnyas kerék látható fehér alapon A pajzs kifejezi, hogy az országot a Panama-csatorna választja ketté. A pajzs két oldalán nemzeti színű zászlók lógnak, a pajzs felett pedig egy barna sas látható, csőrében egy fehér szalaggal, amelyen az ország mottója olvasható: „Pro Mundi Beneficio” (A világ javára).